# 4 lipca
4 lipca jest 185. (w latach przestępnych 186.) dniem w kalendarzu gregoriańskim. Do końca roku pozostaje 180 dni.

## Święta
- Imieniny obchodzą: Aggeusz, Alfred, Andrzej, Atanazy, Aurelian, Berta, Elżbieta, Hiacynt, Innocenty, Jacek, Jacenty, Józef, Julian, Malwin, Malwina, Odo, Ozeasz, Piotr, Teodor, Udalryk i Wielisław.
- Filipiny – Dzień Przyjaźni Filipińsko-Amerykańskiej[1], upamiętniający wyzwolenie państwa od okupacji japońskiej pod koniec II wojny światowej przez połączone siły filipińskie i amerykańskie
- Stany Zjednoczone – Dzień Niepodległości
- Rwanda – Dzień Wolności
- Wspomnienia i święta w Kościele katolickim[2][3] obchodzą:
  - św. Aggeusz (prorok)
  - św. Andrzej z Krety (biskup Gortyny)
  - św. Elżbieta Portugalska (królowa) – do 1969 roku wspominano ją w dniu 8 lipca[4]
  - bł. Maria od Ukrzyżowania Curcio (tercjarka karmelitańska)
  - bł. Piotr Frassati (tercjarz dominkański)
  - św. Ulryk (Udalryk) z Augsburga (biskup)

## Wydarzenia w Polsce

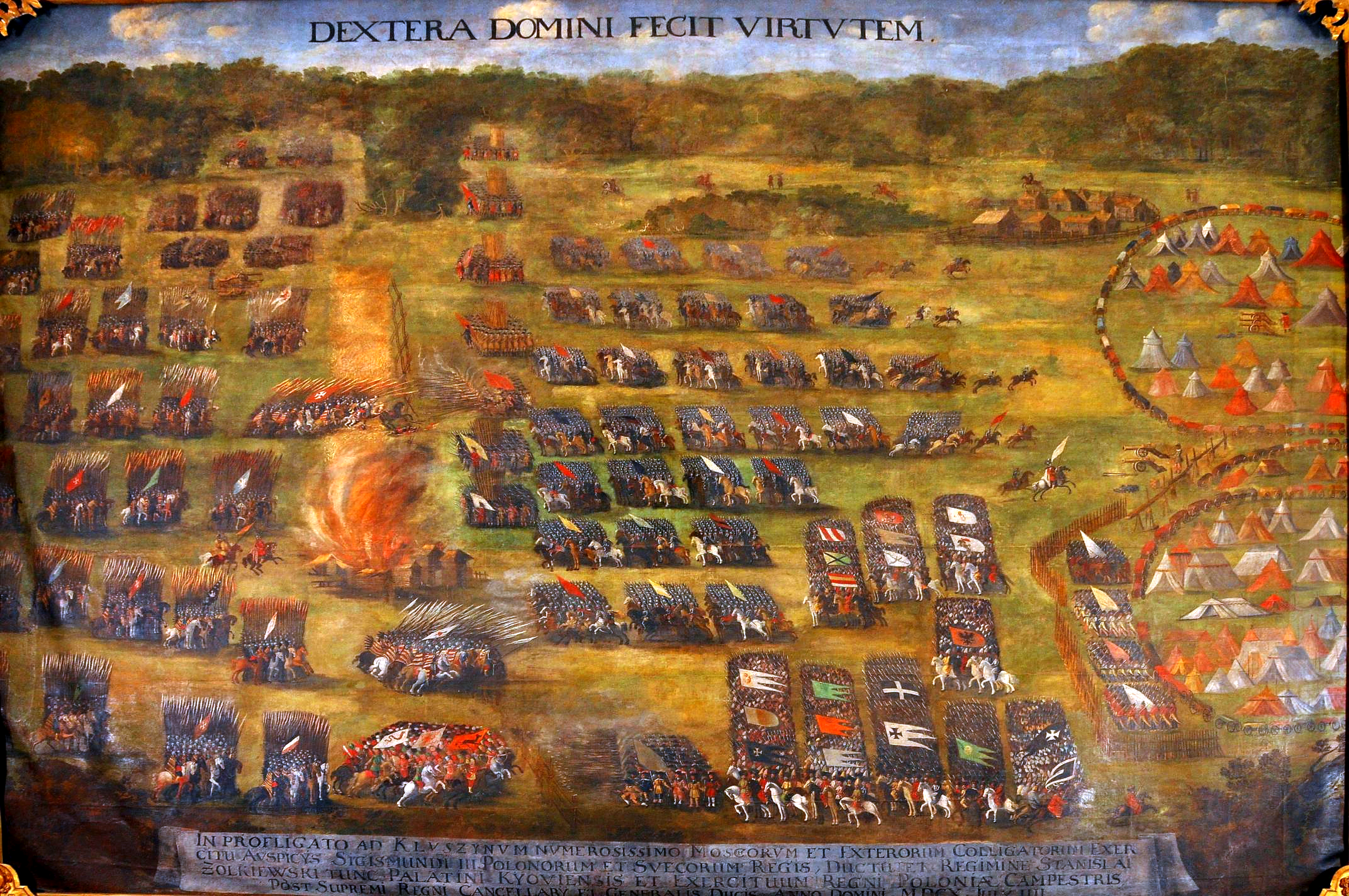
Bitwa pod Kłuszynem, obraz Szymona Boguszowicza

- 1364 – Barczewo (ówczesny Wartembork) uzyskało prawa miejskie.
- 1569 – Król Zygmunt II August ratyfikował Unię lubelską.
- 1633 – Wojna polsko-turecka: zwycięstwo wojsk polskich w bitwie pod Sasowym Rogiem.
- 1791 – Rozpoczęła działalność Komisja Policji Obojga Narodów.
- 1792 – Wojna polsko-rosyjska: zwycięstwo wojsk rosyjskich w bitwie pod Zelwą.
- 1861 – Zakończono budowę pomnika Fryderyka Wilhelma III we Wrocławiu.
- 1890 – W Krypcie Wieszczów Narodowych na Wawelu odbył się ponowny pogrzeb sprowadzonych z Paryża szczątków Adama Mickiewicza.
- 1897 – W Szczecinie wyjechał na trasę pierwszy tramwaj elektryczny.
- 1901 – W Słupsku oddano do użytku nowy budynek ratusza miejskiego.
- 1916 – I wojna światowa: rozpoczęła się krwawa bitwa Legionów Polskich z wojskami rosyjskimi pod Kostiuchnówką.
- 1920 – Wojna polsko-bolszewicka: rozpoczęła się generalna ofensywa Armii Czerwonej.
- 1922 – W Rybniku podpisano protokół przejęcia przez Polskę przyznanej wschodniej części Górnego Śląska.
- 1928 – Potężna nawałnica spowodowała 62 ofiary i liczne zniszczenia.
- 1931 – W Poznaniu odsłonięto pierwszy pomnik Woodrowa Wilsona, który w czasie wojny został zburzony przez Niemców.
- 1940 – Akcja AB: w dniach 3 i 4 lipca w lesie koło Chełma Niemcy rozstrzelali co najmniej 115 osób aresztowanych w powiatach: chełmskim, krasnostawskim i zamojskim.
- 1941 – Nad ranem Einsatzkommando zur besonderen Verwendung dokonało na Wzgórzach Wuleckich we Lwowie mordu na 25 polskich profesorach (w niektórych przypadkach razem z rodzinami).
- 1943:
  - Niemiecka policja i żandarmeria spacyfikowały Bór Kunowski na Kielecczyźnie, mordując 43 osoby.
  - Podczas pacyfikacji wsi Liszki w Małopolsce Niemcy zamordowali 30 osób.
- 1944 – W lesie Rapy na obrzeżach Biłgoraja Niemcy zamordowali ponad 60 partyzantów, schwytanych podczas akcji Sturmwind II.
- 1945 – Założono klub sportowy Pogoń Lębork.
- 1946:
  - W Gdańsku powieszono publicznie 6 członków personelu (w tym 5 kobiet) i 5 polskich kapo z byłego obozu koncentracyjnego Stutthof.
  - W Kielcach doszło do pogromu Żydów.
- 1947 – Do kraju wrócił niszczyciel ORP „Błyskawica”.
- 1948 – Wacław Wójcik wygrał 7. Tour de Pologne.
- 1958 – Karol Wojtyła został mianowany przez papieża Piusa XII krakowskim biskupem pomocniczym.
- 1984 – Andrzej Mierzejewski wygrał 41. Tour de Pologne.
- 1988 – Premiera filmu Pantarej w reżyserii Krzysztofa Sowińskiego.
- 1989 – Odbyły się inauguracyjne posiedzenia Sejmu X kadencji i Senatu I kadencji.
- 2002 – Huraganowy wiatr na Mazurach zniszczył znaczne obszary kompleksów leśnych północno-wschodniej Polski.
- 2010 – Bronisław Komorowski pokonał Jarosława Kaczyńskiego w II turze przedterminowych wyborów prezydenckich.
- 2015 – W Gdyni została uruchomiona kolej linowo-terenowa na Kamienną Górę.

## Wydarzenia na świecie

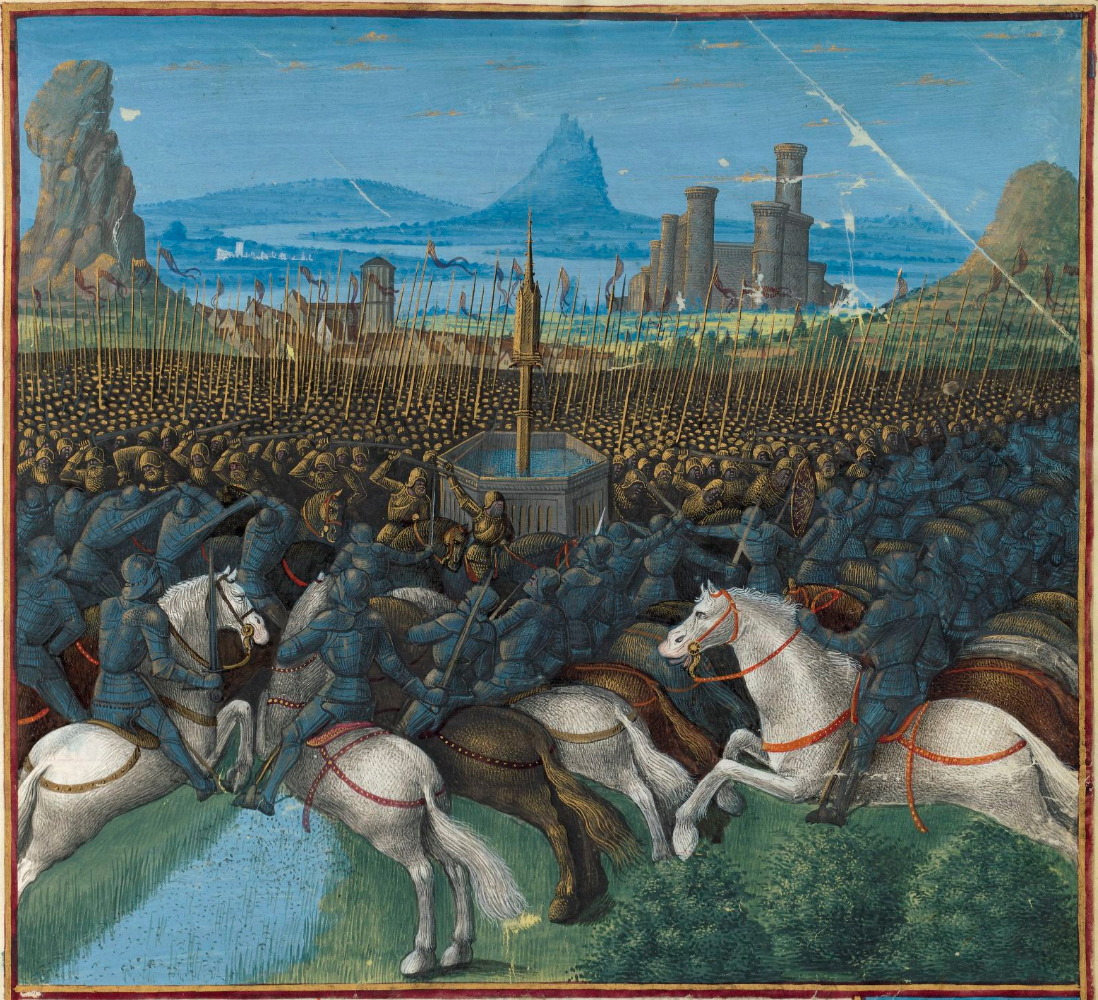
Bitwa pod Hittin (1187) na XV-wiecznej miniaturze

- 362 p.n.e. – Zwycięstwo Tebańczyków i Argiwów nad Spartanami, Ateńczykami i Achajami w bitwie pod Mantineją.
- 414 – 13-letni cesarz bizantyński Teodozjusz II nadał tytuł cesarzowej swej starszej siostrze Pulcherii.
- 836 – Książę Neapolu Andrzej II podpisał rozejm z księciem Benewentu Sicardem oraz księstwami Amalfi i Sorrento.
- 907 – Rozpoczęła się węgiersko-bawarska bitwa pod Bratysławą.
- 993 – Ulryk z Augsburga został ogłoszony świętym przez papieża Jana XV.
- 1187 – Wyprawy krzyżowe: wojska Królestwa Jerozolimskiego pod wodzą króla Gwidona z Lusignan poniosły klęskę w bitwie pod Hittin z wojskami sułtana Saladyna.
- 1253 – I wojna sukcesyjna o Flandrię i Hainaut: Jan I d’Avesnes odniósł w bitwie pod Westkapelle decydujące zwycięstwo nad Gwidonem de Dampierre.
- 1307 – Henryk Karyncki został królem Czech.
- 1376 – Założono Związek Miast Szwabskich.
- 1456 – Rozpoczęła się węgiersko-turecka bitwa pod Belgradem.
- 1530 – Król Francji Franciszek I Walezjusz poślubił swą drugą żonę Eleonorę Habsburżankę.
- 1534 – Chrystian III Oldenburg został wybrany na króla Danii i Norwegii.
- 1546 – Książę Bawarii Albrecht V poślubił w Ratyzbonie Annę Habsburżankę.
- 1555 – Zwycięstwo wojsk rosyjskich nad tatarskimi w bitwie pod Sudbiszczem.
- 1568 – Król Szwecji Eryk XIV Waza ożenił się z Katarzyną Månsdotter.
- 1584 – Angielska ekspedycja prowadzona przez kapitanów Philipa Amadasa i Arthura Barlowa dotarła do łańcucha mierzejowych wysepek u wybrzeży Karoliny Północnej, spośród których wybrano Roanoke jako miejsce, założonej rok później, pierwszej angielskiej osady w Ameryce Północnej, która jednak nie przetrwała (tzw. Zaginiona Kolonia).
- 1605 – Papież Paweł V erygował diecezję La Paz w Boliwii.
- 1610 – II wojna polsko-rosyjska: hetman polny koronny Stanisław Żółkiewski odniósł zwycięstwo pod Kłuszynem nad wojskami moskiewskimi, które szły z odsieczą Smoleńskowi.
- 1636 – Zostało założone miasto Providence, obecnie stolica amerykańskiego stanu Rhode Island.
- 1712 – W Nowym Jorku stracono 12 niewolników za wzniecenie powstania w którym zginęło 9 białych.
- 1751 – Włoch Ignazio Visconti został wybrany na generała zakonu jezuitów.
- 1776 – Obradujący w Filadelfii II Kongres Kontynentalny uchwalił Deklarację Niepodległości Stanów Zjednoczonych.
- 1779 – Wojna o niepodległość Stanów Zjednoczonych: francuski admirał Charles Henri d’Estaing zdobył brytyjską Grenadę.
- 1782 – William Petty został premierem Wielkiej Brytanii.
- 1797 – Zniesiono trybunał inkwizycyjny w Weronie.
- 1802 – Oficjalnie otwarto amerykańską akademię wojskową West Point.
- 1805 – Utworzono Terytorium Luizjany.
- 1806 – III koalicja antyfrancuska: zwycięstwo wojsk brytyjsko-włoskich nad francusko-polskimi w bitwie pod Maidą.
- 1811 – Powołano do życia chilijski parlament.
- 1819 – Utworzono Terytorium Arkansas.
- 1827 – W stanie Nowy Jork zniesiono niewolnictwo.
- 1845 – Teksański parlament zatwierdził aneksję Teksasu przez USA.
- 1863 – Wojna secesyjna: kapitulacja Konfederatów w oblężonym Vicksburgu.
- 1865 – Ukazała się powieść Alicja w Krainie Czarów Lewisa Carrolla.
- 1866 – Kampania pruska nad Menem: zwycięstwo wojsk pruskich nad bawarskimi w bitwie pod Dermbach.
- 1868 – Wojna boshin w Japonii: zwycięstwo sił cesarskich nad stronnikami siogunatu w bitwie pod Ueno.
- 1876:
  - Otwarto Museum of Fine Arts w Bostonie.
  - Podczas obchodów stulecia USA została odczytana deklaracja praw kobiet.
- 1879 – Zwycięstwo Brytyjczyków nad Zulusami w bitwie pod Ulundi.
- 1884:
  - Uruchomiono tramwaje konne w Sioux City w amerykańskim stanie Iowa.
  - W Paryżu przekazano Statuę Wolności ambasadorowi amerykańskiemu, jako dar narodu francuskiego dla narodu amerykańskiego.
- 1888 – Vincent van Gogh namalował obraz Zachód słońca koło Montmajour.
- 1892 – Samoa przeniosła się na wschodnią stronę międzynarodowej linii zmiany daty, co spowodowało, że przestępny rok 1892 trwał tam 367 dni.
- 1893:
  - Francuski astronom Alphonse Borrelly odkrył planetoidę (369) Aëria.
  - William Rogers i Willard Ripley dokonali pierwszego wejścia na szczyt intruzji wulkanicznej Devils Tower o wysokości 386 metrów licząc od podstawy, leżącej we północno-wschodniej części stanu Wyoming.
- 1894:
  - Amerykański pionier motoryzacji Elwood Haynes odbył w Kokomo w stanie Indiana swą pierwszą zakończoną sukcesem jazdę pojazdem wyposażonym w jednocylindrowy silnik o mocy 1 KM, rozwijając prędkość ok. 10 km/h.
  - Proklamowano Republikę Hawajów.
  - Założono szwajcarski klub piłkarski FC La Chaux-de-Fonds.
- 1898 – U wybrzeży Nowej Szkocji zatonął po kolizji z inną jednostką francuski transatlantyk „La Bourgogne”. Zginęło 549 osób, uratowało się 173.
- 1899 – W stoczni w Cherbourgu zwodowano francuski okręt podwodny „Morse”.
- 1900 – 43 osoby zginęły, a 65 zostało rannych w wyniku wykolejenia przeciążonego tramwaju w Tacomie w stanie Waszyngton.
- 1907 – Założono szwedzki klub piłkarski Helsingborgs IF.
- 1908 – Został obalony prezydent Paragwaju Benigno Ferreira. Nowym prezydentem dotychczasowy wiceprezydent Emiliano González Navero.
- 1910 – W Reno w Nevadzie w walce o zawodowe mistrzostwo świata w wadze ciężkiej broniący tytułu Jack Johnson znokautował w 15 rundzie byłego mistrza świata Jima Jeffriesa.
- 1912:
  - Obradujący w Sztokholmie MKOl wybrał Berlin na gospodarza VI Letnich Igrzysk Olimpijskich w 1916 roku.
  - W Los Angeles założono nieistniejącą już wytwórnię filmową Keystone Studios.
- 1914 – W Artstetten, ok. 60 km na zachód od Wiednia, odbył się pogrzeb austriackiego następcy tronu arcyksięcia Franciszka Ferdynanda i jego żony Zofii von Chotek.
- 1917 – Wystąpienie połubotkowców w Kijowie w celu ogłoszenia niepodległości Ukrainy.
- 1918 – Został koronowany ostatni sułtan Imperium Osmańskiego Mehmed VI.
- 1919 – Augusto Leguía został po raz drugi prezydentem Peru.
- 1921 – Ivanoe Bonomi został premierem Włoch.
- 1923 – W Kokomo w stanie Indiana odbył się największy w historii Ku Klux Klanu wiec z udziałem ok. 200 tys. osób.
- 1925 – 44 osoby zginęły w wyniku zawalenia budynku klubu nocnego Pickwick Club w Bostonie.
- 1926 – W Weimarze odbył się II Parteitag NSDAP.
- 1927:
  - Dokonano oblotu amerykańskiego samolotu pasażerskiego Lockheed Vega.
  - Ukazało się pierwsze wydanie założonego przez Josepha Goebbelsa czasopisma „Der Angriff“.
- 1934 – Węgierski fizyk Leó Szilárd opatentował technologię wykorzystania neutronów, włączając w to reakcję łańcuchową i koncepcję masy krytycznej.
- 1939 – Założono przymusowe Zrzeszenie Żydów w Niemczech.
- 1940:
  - Ion Gigurtu został premierem Rumunii.
  - Kampania wschodnioafrykańska: Sudan Anglo-Egipski został najechany przez 6500 żołnierzy z Włoskiej Afryki Wschodniej, którzy zajęli szereg fortów brytyjskich, w tym Kassalę.
  - Przywódca Wolnych Francuzów gen. Charles de Gaulle został skazany zaocznie przez sąd wojskowy w Tuluzie na 4 lata więzienia za namawianie wojskowych do nieposłuszeństwa.
- 1942 – Front wschodni: zakończyły się walki na Półwyspie Chersońskim. Cały Krym znalazł się w rękach Niemców.
- 1943:
  - Front wschodni: rozpoczęła się bitwa na łuku kurskim.
  - W katastrofie brytyjskiego samolotu C-87 Liberator krótko po starcie z Gibraltaru zginął premier RP na Uchodźstwie i Naczelny Wódz Polskich Sił Zbrojnych gen. Władysław Sikorski i (prawdopodobnie) 15 innych osób, a jedna (czechosłowacki pilot Eduard Prchal) została ranna.
  - W Nowym Jorku założono Instytut Józefa Piłsudskiego w Ameryce.
- 1945 – USA, Wielka Brytania, Francja i ZSRR, powołując się na Deklarację Moskiewską z 30 października 1943 roku, podpisały porozumienie o utworzeniu stref okupacyjnych na terytorium austriackim.
- 1946:
  - Filipiny uzyskały niepodległość (od USA). Pierwszym prezydentem został Manuel Roxas.
  - Królewiec został przemianowany na Kaliningrad (Калининград).
- 1948 – W wyniku zderzenia samolotu pasażerskiego Douglas DC-6 skandynawskich linii SAS z brytyjskim wojskowym Avro York nad londyńską dzielnicą Northwood zginęło wszystkich 39 (32+7) osób na ich pokładach.
- 1950 – Radio Wolna Europa wyemitowało swą pierwszą audycję (dla odbiorców w Czechosłowacji).
- 1952 – Uruchomiono komunikację trolejbusową we francuskim Belfort.
- 1953 – Imre Nagy został premierem Węgier i zapowiedział nowy kurs w polityce ekonomicznej kraju.
- 1954:
  - Po 14 latach zakończono reglamentację żywności w Wielkiej Brytanii, uwalniając jako ostatnią sprzedaż mięsa.
  - W rozegranym w szwajcarskim Bernie meczu finałowym V Mistrzostw Świata w Piłce Nożnej RFN pokonała Węgry 3:2.
- 1957:
  - Dokonano oblotu radzieckiego samolotu pasażerskiego Ił-18.
  - W Turynie odbyła się premiera Fiata 500.
- 1961 – Na Atlantyku doszło do awarii systemu chłodzenia reaktora jądrowego na radzieckim okręcie podwodnym K-19.
- 1964 – Wybuchła wojna domowa w Rodezji (obecnie Zimbabwe).
- 1967 – Taufaʻahau Tupou IV został koronowany na króla Tonga.
- 1969 – 42 osoby zginęły w wyniku przejścia derecha nad stanami Michigan, Ohio i Pensylwania.
- 1973 – Powstała Karaibska Wspólnota i Wspólny Rynek (CARICOM).
- 1975:
  - Arabscy terroryści zdetonowali bombę w centrum Jerozolimy. Zginęło 13 osób, a 72 zostały ranne.
  - Oddano do użytku kolejkę w Jaskini Nowoatońskiej w Abchazji.
- 1976 – W ramach operacji „Entebbe” izraelscy komandosi uwolnili przetrzymywanych w Ugandzie pasażerów uprowadzonego podczas rejsu z Tel Awiwu do Paryża samolotu Air France.
- 1982 – Reprezentacja Polski, po bezbramkowym remisie z ZSRR, awansowała do półfinału XII Mistrzostw Świata w Piłce Nożnej w Hiszpanii.
- 1984 – W katastrofie należącego do TAM Linhas Aéreas samolotu Embraer EMB 110 Bandeirante koło brazylijskiego miasta Macaé zginęło 17 osób.
- 1985 – Utworzono reprezentacyjny zespół akrobacyjny hiszpańskich sił powietrznych Patrulla Águila.
- 1987 – Były szef lyońskiego Gestapo Klaus Barbie został skazany przez sąd w Lyonie na dożywotnie więzienie za zbrodnie przeciwko ludzkości.
- 1988 – Rabbie Namaliu został premierem Papui-Nowej Gwinei.
- 1989:
  - 1989 – W belgijskim Kortrijk jedna osoba zginęła po upadku na budynek mieszkalny niesterowanego myśliwca MiG-23, z którego po utracie mocy silnika nad Kołobrzegiem katapultował się radziecki pilot.
  - 1989 – Rada Najwyższa Rządowa Litewska uchwaliła ustawę o restauracji Uniwersytetu Witolda Wielkiego.
- 1999 – Czech Tomáš Dvořák ustanowił w Pradze rekord świata w dziesięcioboju (8994 pkt).
- 2000 – Laisenia Qarase został premierem Fidżi.
- 2001:
  - 145 osób zginęło w katastrofie samolotu Tu-154 w Irkucku.
  - Na Litwie powstał pierwszy rząd Algirdasa Brazauskasa.
- 2002 – Egipcjanin Hesham Mohamed Hadayet zastrzelił 2 i ranił 4 osoby przed kasą izraelskich linii El Al w Porcie lotniczym Los Angeles, po czym sam został zastrzelony przez izraelską ochronę.
- 2004:
  - Grecja pokonała gospodarzy 1:0 w meczu finałowym turnieju Euro 2004 w Portugalii.
  - W tzw. strefie zero po zburzonych bliźniaczych wieżach WTC w Nowym Jorku położono kamień węgielny pod budowę wieżowca 1 World Trade Center.
- 2006 – Robert Fico został premierem Słowacji.
- 2007 – Podczas obrad MKOl w Gwatemali organizatorem XXII Zimowych Igrzysk Olimpijskich w 2014 roku wybrano rosyjskie Soczi.
- 2008 – W zamachu bombowym w Mińsku ranne zostały 54 osoby, w tym 3 ciężko.
- 2012:
  - Iwane Merabiszwili został premierem Gruzji.
  - Ogłoszono odkrycie przez detektory ATLAS i CMS, znajdujące się przy Wielkim Zderzaczu Hadronów w CERN-ie pod Genewą nowej cząstki elementarnej – bozonu Higgsa.
- 2014:
  - Wojna domowa w Syrii: amerykańscy komandosi z jednostki Delta Force przeprowadzili w wiosce Al-Ukajriszi na północy kraju nieudaną operację uwolnienia zakładników przetrzymywanych przez ekstremistów z Państwa Islamskiego.
  - W stoczni w szkockim Rosyth odbył się chrzest brytyjskiego lotniskowca z napędem konwencjonalnym HMS „Queen Elizabeth”.
- 2022 – 21-letni Robert Crimo otworzył ogień podczas parady z okazji Dnia Niepodległości w Highland Park w stanie Illinois, zabijając 7 i raniąc 46 osób.
- 2025 – W wyniku powodzi błyskawicznej w Teksasie zginęło 119 osób, a kilkadziesiąt uznano za zaginione.

## Zdarzenia astronomiczne ieksploracja kosmosu
- 1054 – W gwiazdozbiorze Byka wybuchła supernowa SN 1054 o jasności dorównującej Wenus. Jej pozostałością jest Mgławica Krab.
- 1997 – Na Marsie wylądowała amerykańska sonda Mars Pathfinder.
- 2005 – Impaktor sondy Deep Impact uderzył w kometę Tempel 1.
- 2006 – Rozpoczęła się misja STS-121 wahadłowca Discovery.

## Urodzili się
- 1095 – Usama Ibn Munkiz, władca Szajzaru, poeta (zm. 1188)
- 1330 – Yoshiakira Ashikaga, japoński siogun (zm. 1367)
- 1466 – Wilhelm I Starszy, landgraf Dolnej Hesji (zm. 1515)
- 1535 – Wilhelm Młodszy, książę Lüneburga-Celle (zm. 1592)
- 1539 – Ludwik VI Wittelsbach, elektor Palatynatu Reńskiego (zm. 1583)
- 1546 – Murad III, sułtan Imperium Osmańskiego (zm. 1595)
- 1587 – Magdalena Wittelsbach, księżniczka bawarska, księżna Palatynatu-Neuburg (zm. 1628)
- 1589 – Elżbieta Zofia Hohenzollern, margrabianka brandenburska, kasztelanowa wileńska (zm. 1629)
- 1676 – José de Cañizares, hiszpański dramatopisarz (zm. 1750)
- 1677 – Pietro Luigi Carafa, włoski kardynał (zm. 1755)
- 1682 – Amédée-François Frézier, francuski botanik, matematyk, podróżnik, inżynier wojskowy, kartograf (zm. 1773)
- 1694 – Louis-Claude Daquin, francuski organista, kompozytor (zm. 1772)
- 1706 – Giambettino Cignaroli, włoski malarz (zm. 1770)
- 1710 – Thomas Hay, szkocki arystokrata, polityk (zm. 1787)
- 1715 – Christian Fürchtegott Gellert, niemiecki poeta, myśliciel, wykładowca akademicki (zm. 1769)
- 1734 – Jean Henri Riesener, francuski projektant mebli, ebenista pochodzenia niemieckiego (zm. 1806)
- 1744 – Samuel Gottlieb Gmelin, niemiecki lekarz, botanik (zm. 1774)
- 1752 – Ignace-Michel-Louis-Antoine d’Irumberry de Salaberry, kanadyjski polityk (zm. 1828)
- 1753 – Jean-Pierre Blanchard, francuski wynalazca, pionier lotnictwa i baloniarstwa (zm. 1809)
- 1756:
  - William Rush, amerykański rzeźbiarz (zm. 1833)
  - Louis Marie Turreau, francuski generał (zm. 1816)
- 1765 – Pierre-Antoine Dupont de l’Étang, francuski generał, polityk (zm. 1840)
- 1767 – Bakin Kyokutei, japoński pisarz (zm. 1848)
- 1769 – Józef Niemojewski, polski generał (zm. 1839)
- 1778 – Jan Leon Kozietulski, polski pułkownik (zm. 1821)
- 1783 – Aleksander von Benckendorff, rosyjski generał kawalerii, szef tajnej policji pochodzenia niemieckiego (zm. 1844)
- 1790 – George Everest, walijski geodeta, geograf (zm. 1866)
- 1795 – Karl Eichwald, rosyjski lekarz, zoolog, przyrodnik, podróżnik pochodzenia niemieckiego (zm. 1876)
- 1799 – Oskar I, król Szwecji i Norwegii (zm. 1859)
- 1801 – Izabela Maria, infantka portugalska, przewodnicząca rady regencyjnej (zm. 1876)
- 1803:
  - Piotr Bonhomme, francuski duchowny katolicki, błogosławiony (zm. 1861)
  - Józefa Szyrmowa, polska emigracyjna działaczka charytatywna (zm. 1839)
- 1804 – Nathaniel Hawthorne, amerykański pisarz (zm. 1864)
- 1807 – Giuseppe Garibaldi, włoski generał, rewolucjonista, polityk (zm. 1882)
- 1808 – Charles Tennyson Turner, brytyjski poeta (zm. 1879)
- 1809 – Louis Ormières, francuski duchowny katolicki, błogosławiony (zm. 1890)
- 1819 – Marie Sofie Schwartz, szwedzka pisarka (zm. 1894)
- 1821 – Karol Widman, polski historyk, archiwista, pisarz, dziennikarz, działacz niepodległościowy i społeczny, polityk liberalny, encyklopedysta (zm. 1891)
- 1823 – Józef Karge, amerykański generał, wykładowca literatury pochodzenia polskiego (zm. 1892)
- 1826:
  - Stephen Collins Foster, amerykański kompozytor (zm. 1864)
  - Józef Łepkowski, polski archeolog, historyk, encyklopedysta, filozof, wykładowca akademicki, działacz społeczny, polityk (zm. 1894)
  - Green Clay Smith, amerykański generał major, prawnik, polityk (zm. 1895)
- 1827 – Jan Gajda, polski działacz społeczny, poeta, malarz (zm. 1911)
- 1831 – Jadwiga Zamoyska, polska działaczka społeczna, Służebnica Boża (zm. 1923)
- 1833 – Emil Bretschneider, rosyjski lekarz, botanik, historyk nauki pochodzenia niemieckiego (zm. 1901)
- 1835:
  - Moriz Benedikt, austriacki neurolog (zm. 1920)
  - Udalryk Heyzmann, polski prawnik kanonista, polityk (zm. 1918)
- 1837 – Carolus-Duran, francuski malarz, pedagog (zm. 1917)
- 1842 – Hermann Cohen, niemiecki filozof pochodzenia żydowskiego (zm. 1918)
- 1843 – Ludomir Chojnowski, polski podporucznik, uczestnik powstania styczniowego (zm. 1940)
- 1845 – Pál Szinyei Merse, węgierski malarz, polityk (zm. 1920)
- 1846 – Théodore de Korwin Szymanowski, polski ziemianin, publicysta, prozaik, poeta tworzący w języku francuskim (zm. 1901)
- 1847 – Laetus Bernatek, polski bonifrater pochodzenia czeskiego (zm. 1927)
- 1848:
  - George Clarke, brytyjski arystokrata, wojskowy, administrator kolonialny (zm. 1933)
  - Oskar Hoßfeld, niemiecki architekt (zm. 1915)
- 1849:
  - Fernand de Langle de Cary, francuski generał (zm. 1927)
  - Władimir Smirnow, rosyjski generał (zm. 1918)
- 1851 – Joseph Partsch, niemiecki geograf (zm. 1925)
- 1854 – Victor Babeș, rumuński lekarz, biolog, bakteriolog (zm. 1926)
- 1856 – Ödön Téry, węgierski lekarz, taternik, działacz turystyczny (zm. 1917)
- 1861 – Max Fleischer, niemiecki botanik, malarz (zm. 1930)
- 1863:
  - Samuel Lipschütz, węgiersko-amerykański szachista pochodzenia żydowskiego (zm. 1905)
  - Hugo Winckler, niemiecki archeolog, historyk (zm. 1913)
- 1864 – Albrecht von Kunowski, niemiecki psychiatra, stenograf (zm. 1933)
- 1866 – Iwan Gandurin, rosyjski generał (zm. 1946)
- 1868 – Charles Binet-Sanglé, francuski lekarz wojskowy, psycholog (zm. 1941)
- 1869 – Julius Gehl, niemiecki polityk, prezydent Gdańska (zm. 1944)
- 1871 – Hubert Cecil Booth, brytyjski inżynier, przedsiębiorca, wynalazca (zm. 1955)
- 1872 – Calvin Coolidge, amerykański polityk, wiceprezydent i prezydent USA (zm. 1933)
- 1873 – Zofia Moraczewska, polska działaczka społeczna, polityk, poseł na Sejm RP (zm. 1958)
- 1876 – Giacinto Cardi, włoski duchowny katolicki, generał zakonu pallotynów (zm. 1956)
- 1878:
  - Lambertus Doedes, holenderski żeglarz sportowy (zm. 1955)
  - Edward Jackett, brytyjski rugbysta (zm. 1935)
  - Jan Skorobohaty-Jakubowski, polski generał brygady (zm. 1955)
- 1881 – Tadeusz Ostrowski, polski lekarz chirurg, taternik (zm. 1941)
- 1882 – Louis B. Mayer, amerykański producent filmowy (zm. 1957)
- 1883:
  - Rube Goldberg, amerykański rysownik, rzeźbiarz, inżynier, wynalazca pochodzenia żydowskiego (zm. 1970)
  - Maksimilian Sztajnberg, rosyjski kompozytor, pedagog (zm. 1946)
- 1886 – Jerzy Hulewicz, polski pisarz, teoretyk sztuki, grafik, malarz (zm. 1941)
- 1892:
  - Julian Krzyżanowski, polski historyk literatury (zm. 1976)
  - Józef Putek, polski prawnik, pisarz, polityk, działacz ruchu ludowego (zm. 1974)
- 1893:
  - Norman Manley, jamajski polityk, szef ministrów Jamajki (zm. 1969)
  - Reidar Martiniuson, norweski żeglarz sportowy (zm. 1968)
- 1896:
  - Mao Dun, chiński pisarz (zm. 1981)
  - Janina Mierzecka, polska fotografka, graficzka (zm. 1987)
- 1898 – Gertrude Weaver, amerykańska superstulatka (zm. 2015)
- 1900:
  - Robert Desnos, francuski poeta, eseista, dramaturg, filmowiec (zm. 1945)
  - Aleksander Łagiewski, polski kapitan pilot (zm. 1936)
  - Lech Ludwik Madaliński, polski aktor (zm. 1973)
  - Alfred Rust, niemiecki archeolog (zm. 1983)
- 1901 – Władysław Bobiński, polski generał brygady (zm. 1975)
- 1902:
  - Meyer Lansky, amerykański gangster pochodzenia polsko-żydowskiego (zm. 1983)
  - George Murphy, amerykański aktor, tancerz, polityk, senator (zm. 1992)
  - Abe Saperstein, amerykański trener koszykówki pochodzenia żydowskiego (zm. 1966)
- 1903:
  - Corrado Bafile, włoski kardynał, nuncjusz apostolski (zm. 2005)
  - Flor Peeters, belgijski kompozytor, organista, pedagog (zm. 1986)
- 1904:
  - Seger Ellis, amerykański pianista i wokalista jazzowy (zm. 1995)
  - Artur Malawski, polski kompozytor, dyrygent, pedagog (zm. 1957)
  - Rens Vis, holenderski piłkarz (zm. 1993)
- 1905:
  - Carey W. Barber, brytyjski kaznodzieja, członek Ciała Kierowniczego Świadków Jehowy (zm. 2007)
  - John Roselli, amerykański mafioso pochodzenia włoskiego (zm. 1976)
- 1906:
  - Mieczysław Kwiecień, polski działacz komunistyczny (zm. 1971)
  - Vero C. Wynne-Edwards, brytyjski zoolog, etolog (zm. 1997)
- 1907:
  - John Anderson, amerykański lekkoatleta, dyskobol (zm. 1948)
  - Roman Kryże, polski prawnik, sędzia wojskowy, zbrodniarz komunistyczny (zm. 1983)
  - Ernst Loof, niemiecki kierowca wyścigowy (zm. 1956)
- 1909 – Józef Bełch, polski duchowny katolicki, publicysta (zm. 1993)
- 1910:
  - Robert K. Merton, amerykański socjolog (zm. 2003)
  - Gloria Stuart, amerykańska aktorka (zm. 2010)
  - Alec Templeton, walijsko-amerykański pianista, kompozytor, satyryk (zm. 1963)
- 1911:
  - Franco Ferrara, włoski dyrygent (zm. 1985)
  - Mitch Miller, amerykański muzyk, śpiewak, dyrygent, producent muzyczny (zm. 2010)
  - Frederick Seitz, amerykański fizyk (zm. 2008)
- 1912:
  - Gillis Andersson, szwedzki piłkarz (zm. 1988)
  - Viviane Romance, francuska aktorka (zm. 1991)
- 1913 – Ulderico Sergo, włoski bokser (zm. 1967)
- 1914:
  - Giuseppe Bertone, włoski projektant samochodów (zm. 1997)
  - Józef Drzazga, polski duchowny katolicki, biskup warmiński (zm. 1978)
  - Mary Wills, amerykańska kostiumograf (zm. 1997)
- 1915:
  - Christine Lavant, austriacka artystka, pisarka (zm. 1973)
  - Zaki Nassif, libański kompozytor (zm. 2004)
- 1916 – Iva Toguri, amerykańska spikerka radiowa pochodzenia japońskiego (zm. 2006)
- 1917:
  - Jean-Pierre Hémard, francuski kierowca wyścigowy (zm. 1982)
  - Krzysztof Jeżowski, polski ekonomista, wykładowca akademicki (zm. 1970)
  - Siegfried Joksch, austriacki piłkarz (zm. 2006)
  - Manolete, hiszpański matador (zm. 1947)
- 1918:
  - Pawieł Kogan, radziecki podporucznik, poeta pochodzenia żydowskiego (zm. 1942)
  - Johnnie Parsons, amerykański kierowca wyścigowy (zm. 1984)
  - Taufaʻahau Tupou IV, król Tonga (zm. 2006)
  - Abigail Van Buren, amerykańska dziennikarka, felietonistka (zm. 2013)
- 1919:
  - Agenore Incrocci, włoski scenarzysta filmowy (zm. 2005)
  - Bolesław Machnio, polski rolnik, polityk, poseł na Sejm RP (zm. 2000)
  - Jan Strzelecki, polski socjolog, eseista (zm. 1988)
- 1920:
  - Anthony Barber, brytyjski polityk, minister zdrowia, kanclerz skarbu (zm. 2005)
  - Larry Elikann, amerykański reżyser filmowy (zm. 2004)
  - Józef Jastrzębski, polski etnograf, muzealnik (zm. 1989)
- 1921:
  - Gérard Debreu, amerykański ekonomista pochodzenia francuskiego, laureat Nagrody Banku Szwecji im. Alfreda Nobla w dziedzinie ekonomii (zm. 2004)
  - Stein Rokkan, norweski politolog, socjolog (zm. 1979)
- 1923:
  - Rudolf Friedrich, szwajcarski polityk (zm. 2013)
  - Henryk Lewczuk, polski żołnierz AK, polityk (zm. 2009)
  - Adalberto López, meksykański piłkarz (zm. 1996)
  - Alina Radkowska, polska nauczycielka, instruktorka harcerska (zm. 2016)
  - Ryszard Reiff, polski prawnik, publicysta, polityk, członek Rady Państwa, poseł na Sejm PRL i senator RP (zm. 2007)
- 1924:
  - Józef Balicki, polski architekt (zm. 2014)
  - Delia Fiallo, kubańska dysydentka, pisarka, scenarzystka telewizyjna (zm. 2021)
  - Fernando Romeo Lucas García, gwatemalski wojskowy, polityk, prezydent Gwatemali (zm. 2006)
  - Eva Marie Saint, amerykańska aktorka
- 1925:
  - Cathy Berberian, amerykańska kompozytorka, śpiewaczka operowa (sopran) (zm. 1983)
  - Czesław Leosz, polski prawnik, działacz społeczny (zm. 2018)
  - Alojzy Szablewski, polski inżynier, działacz opozycji antykomunistycznej, polityk, poseł na Sejm RP (zm. 2017)
- 1926:
  - Jānis Cakuls, łotewski duchowny katolicki, administrator apostolski Rygi i Lipawy, biskup pomocniczy ryski (zm. 2022)
  - Alfredo Di Stéfano, argentyńsko-hiszpański piłkarz, trener (zm. 2014)
  - Augustyn Dyrda, polski rzeźbiarz (zm. 2023)
- 1927:
  - Wojciech Fijałkowski, polski historyk sztuki, varsavianista (zm. 2014)
  - Gina Lollobrigida, włoska aktorka (zm. 2023)
  - Jim McWithey, amerykański kierowca wyścigowy (zm. 2009)
  - Neil Simon, amerykański dramaturg, scenarzysta filmowy (zm. 2018)
- 1928:
  - Giampiero Boniperti, włoski piłkarz, polityk, eurodeputowany (zm. 2021)
  - Denise Brice, francuska paleontolog (zm. 2025)
  - Jan Janczewski, polski operator filmowy (zm. 2007)
- 1929:
  - Darío Castrillón Hoyos, kolumbijski duchowny katolicki, arcybiskup Bucaramangi, kardynał (zm. 2018)
  - Gérard-Joseph Deschamps, kanadyjski duchowny katolicki, biskup Daru/Daru-Kiunga i Bereiny (zm. 2022)
  - Jean Desforges, brytyjska lekkoatletka, sprinterka i skoczkini w dal (zm. 2013)
  - Konrad Swinarski, polski reżyser teatralny (zm. 1975)
- 1930:
  - Edward Makula, polski pilot szybowcowy i samolotowy (zm. 1996)
  - Janusz Tartyłło, polski malarz, grafik, scenograf (zm. 2025)
  - Jurij Tiukałow, rosyjski wioślarz (zm. 2018)
  - Štefan Uher, słowacki reżyser filmowy (zm. 1993)
  - Joanna Wierusz-Kowalska, polska malarka (zm. 2005)
- 1931:
  - Stephen Boyd, irlandzki aktor (zm. 1977)
  - Jean Dondelinger, luksemburski prawnik, dyplomata, polityk, eurokomisarz (zm. 2004)
  - Jean-Louis Flandrin, francuski historyk, wykładowca akademicki (zm. 2001)
  - Sébastien Japrisot, francuski pisarz, reżyser i scenarzysta filmowy (zm. 2003)
  - Karl Weidmann, szwajcarski wioślarz
  - Dobrochna Wójcik, polska prawnik, kryminolog, wykładowca akademicki (zm. 2022)
  - Tadeusz Ziętara, polski geograf, wykładowca akademicki (zm. 2011)
- 1932:
  - Andrzej Jedynak, polski inżynier, polityk, minister przemysłu maszyn ciężkich i rolniczych, wicepremier (zm. 2024)
  - Hamid Reza Pahlawi, irański książę (zm. 1992)
  - Bogdan Tuszyński, polski dziennikarz sportowy, sprawozdawca radiowy, historyk prasy i sportu (zm. 2017)
  - Aurèle Vandendriessche, belgijski lekkoatleta, maratończyk (zm. 2023)
- 1933:
  - Józef Stompel, polski pianista, pedagog
  - Roland Weisselberg, niemiecki pastor luterański (zm. 2006)
- 1934:
  - Yvonne B. Miller, amerykańska polityk (zm. 2012)
  - Masatoshi Wakabayashi, japoński polityk, minister środowiska, minister rolnictwa (zm. 2023)
- 1935:
  - Narciso Ibáñez Serrador, hiszpański reżyser i scenarzysta filmowy (zm. 2019)
  - Józef Meisel, polski lekarz, polityk, poseł na Sejm RP
  - Leonid Potapow, rosyjski inżynier, polityk, prezydent Buriacji (zm. 2020)
  - María Rodas, salwadorska polityczka (zm. 2016)
- 1936:
  - Zdzisława Donat, polska śpiewaczka operowa (sopran koloraturowy)
  - Henryk Grynberg, polski prozaik, poeta, eseista pochodzenia żydowskiego
- 1937:
  - Obed Dlamini, suazyjski polityk, premier Suazi (zm. 2017)
  - Thomas Nagel, amerykański filozof
  - Richard Rhodes, amerykański dziennikarz, historyk, publicysta
  - Sonja, królowa norweska
  - Bogdan Wojtuś, polski duchowny katolicki, biskup pomocniczy gnieźnieński (zm. 2020)
- 1938:
  - Wilikton Barannikow, rosyjski bokser, trener i sędzia bokserski (zm. 2007)
  - Mike Mainieri, amerykański wibrafonista, producent muzyczny
  - Masakatsu Miyamoto, japoński piłkarz (zm. 2002)
  - Bill Withers, amerykański piosenkarz, gitarzysta, kompozytor (zm. 2020)
  - Alvise Zichichi, włoski szachista, działacz szachowy (zm. 2003)
- 1939:
  - Abdelmajid Chetali, tunezyjski piłkarz, trener
  - Alphonsus Flavian D’Souza, indyjski duchowny katolicki, biskup Raiganj (zm. 2016)
  - Anna Potok, polska ekonomistka, wiceminister rolnictwa
- 1940:
  - Paul Bootkoski, amerykański duchowny katolicki, biskup Metuchen
  - Franciszek Buszka, polski polityk, poseł na Sejm PRL
  - Filip David, serbski pisarz, eseista, scenarzysta (zm. 2025)
  - Jürgen Heinsch, niemiecki piłkarz, trener (zm. 2022)
  - Wałentyn Symonenko, ukraiński polityk
- 1941:
  - Simion Cuciuc, rumuński kajakarz
  - Sergio Oliva, amerykański kulturysta (zm. 2012)
  - Tomaž Šalamun, słoweński poeta (zm. 2014)
  - Ryūichi Sugiyama, japoński piłkarz
  - Fevzi Zemzem, turecki piłkarz, trener
- 1942:
  - Stefano De Luca, włoski prawnik, polityk
  - Stefan Meller, polski historyk, publicysta, poeta, polityk, dyplomata, minister spraw zagranicznych (zm. 2008)
  - Andrzej Nowak, polski pianista, członek zespołu Niemen Aerolit (zm. 2015)
  - Peter Rowan, amerykański gitarzysta, piosenkarz
  - Michael Windsor, członek brytyjskiej rodziny królewskiej
- 1943:
  - Orestes Rodríguez Vargas, peruwiański szachista (zm. 2024)
  - Heide Simonis, niemiecka socjolog, ekonomistka, polityk, minister finansów, premier Szlezwika-Holsztynu (zm. 2023)
  - Alan Wilson, amerykański harmonijkarz, gitarzysta, wokalista, założyciel zespołu Canned Heat (zm. 1970)
- 1944:
  - Florentino Martínez, meksykański zapaśnik
  - Silvino García Martínez, kubański szachista, trener
- 1945:
  - Steinar Amundsen, norweski kajakarz (zm. 2022)
  - Li Dong-woon, północnokoreański piłkarz
  - Ágnes Hranitzky, węgierska montażystka, reżyserka i producentka filmowa
  - Jesús Antonio Lerma Nolasco, meksykański duchowny katolicki, biskup pomocniczy Meksyku, biskup Iztapalapa (zm. 2025)
  - David McWilliams, brytyjski piosenkarz, gitarzysta, autor tekstów, kompozytor (zm. 2002)
  - Ben Pimlott, brytyjski historyk (zm. 2004)
  - Stanisław Ryłko, polski kardynał, przewodniczący Papieskiej Rady ds. Świeckich
  - Jerzy Szreter, polski ekonomista, polityk, minister pracy i polityki socjalnej
  - Miloslav Topinka, czeski poeta, eseista, krytyk sztuki i literatury, tłumacz
  - Eizō Yuguchi, japoński piłkarz (zm. 2003)
- 1946:
  - Ron Kovic, amerykański weteran, aktywista antywojenny
  - Włodzimierz Maciudziński, polski aktor (zm. 2003)
  - Uroš Marović, serbski piłkarz wodny (zm. 2014)
  - Eduardo Roberto Stinghen, brazylijski piłkarz, bramkarz
- 1947:
  - Wołodymyr Danyluk, ukraiński piłkarz (zm. 2024)
  - Robert Iscove, kanadyjski reżyser filmowy i telewizyjny
  - Lech Kuropatwiński, polski przedsiębiorca, samorządowiec, związkowiec, polityk, poseł na Sejm RP (zm. 2022)
  - Hanna Surmacz, białoruska historyk
  - Lembit Ulfsak, estoński aktor, scenarzysta filmowy (zm. 2017)
- 1948:
  - René Arnoux, francuski kierowca wyścigowy
  - Katherine Govier, kanadyjska pisarka
  - Louis Raphaël I Sako, iracki duchowny kościoła chaldejskiego, arcybiskup Kirkuku, kardynał
  - Jeremy Spencer, brytyjski muzyk, członek zespołu Fleetwood Mac
- 1949:
  - Slavenka Drakulić, chorwacka pisarka, dziennikarka
  - Pascal Garnier, francuski pisarz, malarz (zm. 2010)
  - Alex Miller, szkocki piłkarz
  - Moshe Rosman, izraelski historyk
  - Horst Seehofer, niemiecki polityk
- 1950:
  - René Grignon, francuski kolarz torowy
  - Kazimierz Maliszewski, polski historyk
  - Artiom Tarasow, rosyjski przedsiębiorca, polityk (zm. 2017)
  - Jacek Uczkiewicz, polski polityk, poseł na Sejm RP
- 1951:
  - John Alexander, australijski tenisista, polityk
  - Slavica Đukić Dejanović, serbska lekarka, polityk
  - Ryszard Skrobek, polski szachista (zm. 2023)
  - Jan Szomburg, polski ekonomista, publicysta
- 1952:
  - Ryszard Jabłoński, polski aktor
  - Álvaro Uribe, kolumbijski polityk, prezydent Kolumbii
  - John Waite, brytyjski piosenkarz
- 1953:
  - Francis Maude, brytyjski polityk
  - Gérard Monnier-Besombes, francuski biolog, polityk, eurodeputowany
- 1954:
  - Ilona Bluemke, polska informatyk
  - Max Hürzeler, szwajcarski kolarz torowy i szosowy
  - Władysław Olejnik, polski zapaśnik
  - Andrzej Poniedzielski, polski poeta, satyryk, bard, konferansjer
  - Czesława Surdel, polska lekkoatletka, biegaczka średniodystansowa
- 1955:
  - Cynthia Dall, amerykańska fotografka, muzyk stylu lo-fi (zm. 2012)
  - Eero Heinäluoma, fiński polityk
  - Leif Högström, fiński szpadzista
  - Kevin Nichols, australijski kolarz torowy
  - Marek Pyc, polski duchowny katolicki, profesor nauk teologicznych, dogmatyk (zm. 2021)
- 1956:
  - Janusz Gromek, polski nauczyciel, samorządowiec, prezydent Kołobrzegu
  - Dieter Kühn, niemiecki piłkarz
- 1957:
  - Lars Barfoed, duński prawnik, polityk
  - Rein Lang, estoński polityk
  - Pitof, francuski twórca efektów specjalnych, reżyser filmowy
  - Krzysztof Putra, polski polityk, wicemarszałek Senatu i Sejmu RP (zm. 2010)
  - Richard Stika, amerykański duchowny katolicki pochodzenia czesko-polskiego, biskup Knoxville
- 1958:
  - Elena Horvat, rumuńska wioślarka
  - Deon Meyer, południowoafrykański pisarz
  - Bożena Ronowicz, polska działaczka samorządowa, prezydent Zielonej Góry
- 1959:
  - Victoria Abril, hiszpańska aktorka
  - Wojciech Adamczyk, polski aktor, reżyser teatralny i telewizyjny
  - Daniel Sturla, urugwajski duchowny katolicki, arcybiskup Montevideo, kardynał
- 1960:
  - Carlos Briseño Arch, meksykański duchowny katolicki, biskup pomocniczy miasta Meksyk, biskup Veracruz
  - Carlos Enrique Curiel Herrera, wenezuelski duchowny katolicki, biskup pomocniczy Cochabamby
  - Buenaventura Ferreira, paragwajski piłkarz
  - Phil Hogan, irlandzki polityk, eurokomisarz
  - Agnieszka Paszkowska, polska aktorka (zm. 2017)
  - Roland Ratzenberger, austriacki kierowca wyścigowy Formuły 1 (zm. 1994)
  - Alicja Rybałko, litewsko-polska poetka, tłumaczka
- 1961:
  - Ana Acosta, argentyńska aktorka
  - Piotr Barełkowski, polski architekt (zm. 2018)
  - Richard Garriott, amerykański twórca gier komputerowych, turysta kosmiczny
- 1962:
  - Anisa Markarian, albańska aktorka
  - Nicola Selva, sanmaryński polityk, kapitan regent
  - Pam Shriver, amerykańska tenisistka
- 1963:
  - Henri Leconte, francuski tenisista
  - Marco Marin, włoski szablista
  - Jan Mølby, duński piłkarz, trener
- 1964:
  - Patti Lank, amerykańska curlerka
  - Edi Rama, albański malarz, samorządowiec, polityk, burmistrz Tirany i premier Albanii
  - Mark Slaughter, amerykański gitarzysta, wokalista, członek zespołu Slaughter
- 1965:
  - Harvey Grant, amerykański koszykarz
  - Horace Grant, amerykański koszykarz
  - Erik Johnsen, norweski skoczek narciarski
  - Kiriakos Karataidis, grecki piłkarz
  - Giancarlo Marocchi, włoski piłkarz
  - Constanze Moser-Scandolo, niemiecka łyżwiarka szybka
  - Rosie Malek Yonan, irańska aktorka, reżyserka, obrończyni praw człowieka pochodzenia asyryjskiego
  - Kenneth Smith, amerykański przestępca (zm. 2024)
  - Inon Zur, izraelsko-amerykański kompozytor
- 1966:
  - Alessio Boni, włoski aktor
  - Minas Chadzidis, grecki piłkarz
  - Małgorzata Jędrzejczak, polska piłkarka ręczna, trenerka
  - Marnie McPhail, kanadyjsko-amerykańska aktorka
  - John Scales, angielski piłkarz
- 1967:
  - Sébastien Deleigne, francuski pięcioboista nowoczesny
  - Dejan Đurđević, serbski piłkarz, trener
  - Greg Kuperberg, amerykański matematyk pochodzenia żydowskiego
  - Jacek Pałka, polski filozof, pisarz (zm. 2017)
- 1968:
  - Mark Lenzi, amerykański skoczek do wody (zm. 2012)
  - Albert Pakiejew, rosyjski bokser
- 1969:
  - Atanas Dżambazki, bułgarski piłkarz, trener
  - Dorota Landowska, polska aktorka
  - David Marciano, francuski szachista
  - Swietłana Matwiejewa, rosyjska szachistka
  - Wilfred Mugeyi, zimbabwejski piłkarz
  - Jordan Sonnenblick, amerykański pisarz
  - Piotr Wereśniak, polski aktor, pisarz, reżyser i scenarzysta filmowy
- 1970:
  - Ana Abrunhosa, portugalska ekonomistka
  - Tami Bradley, kanadyjska narciarka dowolna
  - Koman Coulibaly, malijski sędzia piłkarski
  - Andriej Czerkasow, rosyjski tenisista
  - Juarez Delorto Secco, brazylijski duchowny katolicki, biskup pomocniczy Rio de Janeiro
  - Izabella Frączyk, polska pisarka, scenarzystka
  - Christian Giesler, niemiecki basista, członek zespołu Kreator
  - Jorge Jiménez, argentyński piłkarz
  - Marti Kuusik, estoński ekonomista, menedżer, polityk
  - Mareks Segliņš, łotewski prawnik, polityk
  - Tony Vidmar, australijski piłkarz
- 1971:
  - Imanol Alguacil, hiszpański piłkarz, trener
  - Gilles Boyer, francuski prawnik, polityk
  - Kate Dickie, szkocka aktorka
  - Andriej Fied´kow, rosyjski piłkarz, trener
  - Tiina Vilenius, fińska lekkoatletka, tyczkarka
  - Oleg Woskobojnikow, kazachski piłkarz, bramkarz, trener pochodzenia rosyjskiego
  - Ned Zelic, australijski piłkarz pochodzenia chorwackiego
  - Edson Zwaricz, brazylijski piłkarz pochodzenia polskiego
- 1972:
  - Nina Badrić, chorwacka piosenkarka, autorka tekstów
  - William Goldsmith, amerykański perkusista, członek zespołu The Fire Theft
  - Jolanta Sip, polska wokalistka i taekwondzistka
  - Karin Thürig, szwajcarska kolarka szosowa i torowa, triathlonistka
- 1973:
  - Gackt, japoński piosenkarz, autor piosenek, multiinstrumentalista
  - Anżelika Kryłowa, rosyjska łyżwiarka figurowa
  - Jan Magnussen, duński kierowca wyścigowy
  - Ana Maria Orozco, kolumbijska aktorka
  - Tony Popovic, australijski piłkarz pochodzenia chorwackiego
- 1974:
  - Krzysztof Chrabota, polski piłkarz ręczny
  - Marios Christodulu, cypryjski piłkarz
  - Jill Craybas, amerykańska tenisistka
  - Dienis Pankratow, rosyjski pływak
  - Wojtas, polski raper, producent muzyczny
- 1975:
  - Sergiusz (Karanović), serbski biskup prawosławny
  - Milan Osterc, słoweński piłkarz
  - Chiara Simionato, włoska łyżwiarka szybka
- 1976:
  - Ciro Fabio Di Corcia, włoski bokser
  - Daijirō Katō, japoński motocyklista wyścigowy (zm. 2003)
  - Jewgienija Miedwiediewa-Arbuzowa, rosyjska biegaczka narciarska
  - Marcelo Romero, urugwajski piłkarz
- 1977:
  - Alborosie, włoski muzyk i wokalista reggae
  - Orri Páll Dýrason, islandzki perkusista, członek zespołu Sigur Rós
  - Daniel Melo, brazylijski tenisista
  - Zoe Naylor, australijska aktorka, modelka, dziennikarka
  - Zheng Bin, chiński piłkarz
- 1978:
  - Marcos Daniel, brazylijski tenisista
  - Agnieszka Dulęba-Kasza, polska aktorka
  - Renato Felizardo, brazylijski siatkarz
  - Peter Mankoč, słoweński pływak
  - Fatima Moreira de Melo, holenderska hokeistka na trawie pochodzenia portugalskiego
  - Becki Newton, amerykańska aktorka
- 1979:
  - Witalij Atiuszow, rosyjski hokeista
  - Anthony Basso, francuski piłkarz (zm. 2025)
  - Dienis Chłystow, rosyjski hokeista
  - Shiho Hisamatsu, japońska tenisistka
  - Fiodor Poliszczuk, kazachski hokeista
  - Mārtiņš Staķis, łotewski polityk, burmistrz Rygi
  - Renny Vega, wenezuelski piłkarz, bramkarz
  - Mathieu Zangarelli, francuski kierowca wyścigowy
- 1980:
  - Thomas Bergersen, norweski kompozytor, multiinstrumentalista
  - Alpa Gun, niemiecki raper pochodzenia tureckiego
  - Valéria Hejjas, węgierska siatkarka
  - Iulia-Ionela Ionicǎ, rumuńska szachistka
  - Marc Lieb, niemiecki kierowca wyścigowy
  - Petra Lovas, węgierska tenisistka stołowa
  - Anda Perianu, rumuńska tenisistka
- 1981:
  - Olja Chadzinikolau, grecka koszykarka
  - Dédé, angolski piłkarz
  - Tetiana Łazarewa, ukraińska zapaśniczka
  - Tahar Rahim, francuski aktor pochodzenia algierskiego
- 1982:
  - Daniel Arismendi, wenezuelski piłkarz
  - Władimir Gusiew, rosyjski kolarz szosowy
  - Hannah Harper, brytyjska aktorka pornograficzna
  - Karol Piątek, polski piłkarz
  - Igor Sobalczyk, polski futsalista, piłkarz plażowy
- 1983:
  - Agnieszka Dulej, polska łyżwiarka figurowa
  - Patryk Noworyta, polski hokeista
  - Miguel Pinto, chilijski piłkarz, bramkarz pochodzenia hiszpańskiego
  - Anja Spasojević, serbska siatkarka
  - Milena Wójtowicz, polska pisarka science fiction, tłumaczka
- 1984:
  - Kevin Harmse, kanadyjski piłkarz
  - Katarzyna Kita, polska lekkoatletka, młociarka
  - Amine Ltaïef, tunezyjski piłkarz
  - Jennifer Newrkla, austriacka aktorka pochodzenia chorwackiego
  - Stéphane Tolar, francuski siatkarz
- 1985:
  - Husajn Ajjari, tunezyjski zapaśnik
  - Mateusz Dębski, polski kompozytor, pianista
  - Lys Mouithys, kongijski piłkarz
  - Park Jin-sung, południowokoreański zapaśnik
  - Wason Rentería, kolumbijski piłkarz
  - Rinalds Sirsniņš, łotewski koszykarz
  - Philipp Wende, niemiecki wioślarz
  - Michał Żuk, polski siatkarz
- 1986:
  - Yū Abiru, japońska piosenkarka, aktorka
  - Ömer Aşık, turecki koszykarz
  - Matt Dalton, kanadyjsko-południowokoreański hokeista, bramkarz
  - Junior Stress, polski wokalista reggae i dancehall
  - Joanna Kapturska, polska siatkarka
  - Inārs Kivlenieks, łotewski saneczkarz
- 1987:
  - Wude Ayalew, etiopska lekkoatletka, biegaczka długodystansowa
  - Ater Majok, południowosudańsko-australijsko-libański koszykarz
  - Markus Schairer, austriacki snowboardzista
  - Eric Vernan, jamajski piłkarz
  - Andriej Zamkowoj, rosyjski bokser
- 1988:
  - Angelique Boyer, meksykańska aktorka pochodzenia francuskiego
  - Kaen, polski raper
  - Jing Ruixue, chińska zapaśniczka
  - Bünyamin Sezer, turecki sztangista
  - Robin Wallner, szwedzki kolarz
- 1989:
  - Wiaczesław Andriuszczenko, białoruski hokeista pochodzenia rosyjskiego
  - Patrick Groetzki, niemiecki piłkarz ręczny
  - Benjamin Hübner, niemiecki piłkarz
  - Rodgers Kola, zambijski piłkarz
  - Germán Sánchez, hiszpański kierowca wyścigowy
- 1990:
  - Youssef Anouar, marokański piłkarz
  - Melissa Barrera, meksykańska aktorka, piosenkarka
  - Jake Gardiner, amerykański hokeista
  - David Kross, niemiecki aktor
  - Valérie Maltais, kanadyjska łyżwiarka szybka, specjalistka short tracku
  - Fredo Santana, amerykański raper (zm. 2018)
- 1991:
  - Jermaine Brown, jamajski lekkoatleta, sprinter
  - Souleymane Cissokho, francuski bokser pochodzenia senegalskiego
  - Ana Lazarević, serbska siatkarka
  - Krzysztof Maksel, polski kolarz torowy
  - Charles Silmon, amerykański lekkoatleta, sprinter
- 1992:
  - Basim, duński piosenkarz pochodzenia marokańskiego
  - Yuki Bhambri, indyjski tenisista
  - Jennifer Cross, kanadyjska siatkarka
  - Grikor Grikorian, ormiański zapaśnik
  - Eleriin Haas, estońska lekkoatletka, skoczkini wzwyż
  - Allison Peter, lekkoatletka z Wysp Dziewiczych Stanów Zjednoczonych, sprinterka
  - Iryna Petrenko, ukraińska biathlonistka
  - Antonio Rodríguez, meksykański piłkarz, bramkarz
- 1993:
  - Anna Maliszewska, polska pięcioboistka nowoczesna
  - Michał Marek, polski futsalista
  - Mate Pavić, chorwacki tenisista
  - Ousalah Yasmine, algierska siatkarka
- 1994:
  - Agnete, norweska piosenkarka
  - Assol, ukraińska piosenkarka, kompozytorka, autorka tekstów, aktorka
  - DeAndre’ Bembry, amerykański koszykarz
  - Era Istrefi, kosowska piosenkarka, autorka tekstów
  - Anna Kuczera, polska judoczka
  - Federico Vico, hiszpański piłkarz
- 1995:
  - Johann André Forfang, norweski skoczek narciarski
  - Artturi Lehkonen, fiński hokeista
  - Post Malone, amerykański raper, autor tekstów, producent muzyczny
  - Daley Sinkgraven, holenderski piłkarz
- 1996:
  - Justine Braisaz, francuska biathlonistka
  - Ernesto Escobedo, amerykański tenisista pochodzenia meksykańskiego
- 1997:
  - Daniel Dujshebaev, hiszpański piłkarz ręczny pochodzenia rosyjsko-kirgiskiego
  - Malik Fitts, amerykański koszykarz
  - Juan Izquierdo, urugwajski piłkarz (zm. 2024)
  - Moa Kikuchi, maltański piłkarz pochodzenia nigeryjskiego
  - Kobi Simmons, amerykański koszykarz
- 1998:
  - Jonathan Siegel, niemiecki skoczek narciarski
  - Amy Youin, iworyjska zapaśniczka
- 1999:
  - Rckaela Aquino, guamska zapaśniczka
  - Lewis Clareburt, nowozelandzki pływak
  - Deroy Duarte, kabowerdyjski piłkarz
  - Benjámin Gledura, węgierski szachista
  - Moa Kikuchi, japońska piosenkarka, modelka
  - Adrianna Topolnicka, polska lekkoatletka, biegaczka średniodystansowa
  - Tuta, brazylijski piłkarz
- 2000:
  - Ralina Arabova, rosyjska modelka
  - Rikako Ikee, japońska pływaczka
  - Kevin Maltsev, estoński skoczek narciarski
  - Katie Mulkay, kanadyjska zapaśniczka
  - Dheeraj Singh, indyjski piłkarz, bramkarz
  - Brendon Smith, australijski pływak
  - Osaze Urhoghide, holenderski piłkarz pochodzenia nigeryjskiego
- 2001:
  - Ołeh Doroszczuk, ukraiński lekkoatleta, skoczek wzwyż
  - Alan Varela, argentyński piłkarz
- 2002 – Saïdou Sow, gwinejski piłkarz
- 2003:
  - Polina Bogusiewicz, rosyjska piosenkarka
  - Anna Nędza-Kubiniec, polska biathlonistka
- 2005 – Alina Filipowycz, ukraińska zapaśniczka
- 2006 – Lorran, brazylijski piłkarz

## Zmarli
- 907 – Luitpold, książę Bawarii (ur. ?)
- 966 – Benedykt V, papież (ur. ?)
- 973 – Ulryk z Augsburga, niemiecki duchowny katolicki, biskup Augsburga, święty (ur. 890)
- 1187 – Renald z Châtillon, francuski krzyżowiec, regent Księstwa Antiochii (ur. ok. 1125)
- 1205 – Otto II, margrabia Brandenburgii (ur. po 1147)
- 1296 – Konrad II von Feuchtwangen, wielki mistrz zakonu krzyżackiego (ur. ?)
- 1307 – Rudolf III Habsburg, król Czech (ur. 1281)
- 1308 – Eberhard II, hrabia Mark (ur. przed 1265)
- 1336 – Elżbieta, księżniczka aragońska, królowa portugalska, tercjarka franciszkańska, święta (ur. 1271)
- 1365 – Imisław Wroński, polski duchowny katolicki, biskup płocki (ur. ?)
- 1429 – Karol I Tocco, hrabia Kefalenii, despota Epiru (ur. ok. 1370)
- 1450 – James Fiennes, angielski arystokrata, wojskowy, polityk (ur. ok. 1395)
- 1541 – Pedro de Alvarado, hiszpański konkwistador (ur. ok. 1486)
- 1546 – Hayreddin, turecki admirał, pirat (ur. 1478)
- 1548 – Filip Wittelsbach, palatyn i książę Palatynatu-Neuburg (ur. 1503)
- 1592 – Francesco Bassano, włoski malarz (ur. 1549)
- 1594 – Ofiary prześladowań antykatolickich w Anglii:
  - Tomasz Bosgrave, angielski męczennik, błogosławiony (ur. ?)
  - Jan Carey, irlandzki męczennik, błogosławiony (ur. ?)
  - Jan Cornelius, angielski jezuita, błogosławiony (ur. ok. 1557)
  - Patryk Salmon, irlandzki męczennik, błogosławiony (ur. ?)
- 1621 – Szymon Rudnicki, polski duchowny katolicki, biskup warmiński, sekretarz wielki koronny (ur. 1552)
- 1623 – William Byrd, angielski kompozytor, organista (ur. ?)
- 1648 – Antoni Daniel, francuski jezuita, misjonarz, męczennik, święty (ur. 1601)
- 1658 – Stefan Koryciński, polski szlachcic, polityk, kanclerz wielki koronny (ur. 1617)
- 1664 – Jerzy III, książę brzeski i legnicki (ur. 1611)
- 1671 – Jan Cossiers, flamandzki malarz (ur. 1600)
- 1694 – Mikołaj Złotnicki, polski szlachcic, polityk, cześnik koronny (ur. ?)
- 1712 – Johann Kasimir Kolbe von Wartenberg, pruski polityk, minister stanu Królestwa Prus (ur. 1643)
- 1714 – Antonio Magliabecchi, włoski kolekcjoner, bibliotekarz (ur. 1633)
- 1732 – Kazimierz Ostrowski, polski jezuita, filozof, reformator jezuickiego szkolnictwa (ur. 1669)
- 1742 – Guido Grandi, włoski mnich, matematyk, filozof (ur. 1671)
- 1749 – Joseph van Aken, flamandzki malarz (ur. ok. 1699)
- 1761 – Samuel Richardson, brytyjski pisarz (ur. 1689)
- 1770 – Piotr Krienicyn, rosyjski oficer marynarki wojennej, podróżnik (ur. 1728)
- 1771 – Antoni Józef Dąmbski, polski szlachcic, polityk, wojewododa brzeskokujawski (ur. 1706)
- 1780 – Karol Lotaryński, książę Lotaryngii i Baru, austriacki feldmarszałek, namiestnik Niderlandów Austriackich, wielki mistrz zakonu krzyżackiego (ur. 1712)
- 1801 – Agata Yun Jeom-hye, koreańska męczennica i błogosławiona katolicka (ur. ok. 1778)
- 1804 – Jean Aufresne-Rival, francuski aktor (ur. 1728)
- 1807 – Paweł Bieliński, polski polityk, prezydent Warszawy (ur. ?)
- 1808 – Fisher Ames, amerykański prawnik, polityk (ur. 1758)
- 1810 – Ondřej Steiner, czeski prawnik, polityk, burmistrz Pragi (ur. 1748)
- 1812 – Jan Paweł Łuszczewski, polski szlachcic, polityk (ur. 1764)
- 1814 – Emich Carl zu Leiningen, niemiecki arystokrata (ur. 1763)
- 1815 – Eberhard August Wilhelm von Zimmermann, niemiecki geograf, zoolog, wykładowca akademicki (ur. 1743)
- 1821 – Richard Cosway, brytyjski malarz miniaturzysta (ur. 1742)
- 1825 – Ambroży (Kełembet), rosyjski biskup prawosławny pochodzenia ukraińskiego (ur. 1745)
- 1826:
  - John Adams, amerykański polityk, wiceprezydent i prezydent USA (ur. 1735)
  - Thomas Jefferson, amerykański polityk, sekretarz stanu, wiceprezydent i prezydent USA (ur. 1743)
  - Thomas Pelham, brytyjski arystokrata, polityk (ur. 1756)
- 1831:
  - Alexandre Andrault de Langeron, francuski generał piechoty w służbie rosyjskiej (ur. 1763)
  - James Monroe, amerykański polityk, sekretarz stanu, prezydent USA (ur. 1758)
- 1833:
  - Aleksander Fryderyk, książę wirtemberski, rosyjski generał (ur. 1771)
  - Michał Wołłowicz, polski hrabia, uczestnik powstania listopadowego, działacz niepodległościowy i emigracyjny (ur. 1806)
- 1835 – Michał Podczaszyński, polski dziennikarz, krytyk literacki (ur. 1800)
- 1836 – Katarzyna Jarrige, francuska tercjarka dominikańska, błogosławiona (ur. 1754)
- 1837 – Adam Maksymilian Kitajewski, polski chemik, farmaceuta, zoolog, mineralog, wykładowca akademicki (ur. 1789)
- 1838 – Józef Nguyễn Đình Uyển, wietnamski męczennik i święty katolicki (ur. ok. 1775)
- 1840 – Friedrich Karl von Langenau, austriacki marszałek polny (ur. 1782)
- 1848 – François-René de Chateaubriand, francuski pisarz, polityk, dyplomata (ur. 1768)
- 1850 – William Kirby, brytyjski duchowny anglikański, entomolog (ur. 1759)
- 1854 – Karl Friedrich Eichhorn, niemiecki prawnik, wykładowca akademicki (ur. 1781)
- 1857:
  - Henry Montgomery Lawrence, brytyjski podpułkownik, polityk kolonialny (ur. 1806)
  - William L. Marcy, amerykański prawnik, polityk (ur. 1786)
- 1868 – Henryk Ludwik Plater, polski duchowny katolicki, biskup warszawski (ur. 1817)
- 1869 – Jean René Constant Quoy, francuski lekarz, zoolog, podróżnik (ur. 1790)
- 1870 – Jan Rolbiecki, polski konstruktor maszyn rolniczych, fabrykant (ur. 1806)
- 1873 – Johann Jakob Kaup, niemiecki przyrodnik, naturalista (ur. 1803)
- 1874 – Wouterus Verschuur, holenderski malarz, grafik, litograf (ur. 1812)
- 1881 – Johan Vilhelm Snellman, fiński naukowiec, pedagog, polityk (ur. 1806)
- 1883:
  - John Baptist Purcell, amerykański duchowny katolicki, arcybiskup metropolita Cincinnati pochodzenia irlandzkiego (ur. 1800)
  - John Spencer-Churchill, brytyjski arystokrata, polityk (ur. 1822)
- 1885 – Aleksander Paweł, książę wirtemberski, austriacki generał (ur. 1804)
- 1886 – François-Xavier Gautrelet, francuski jezuita, pisarz (ur. 1807)
- 1888 – Theodor Storm, niemiecki prozaik, poeta (ur. 1817)
- 1891:
  - Hannibal Hamlin, amerykański polityk, wiceprezydent USA (ur. 1809)
  - Lajos Haynald, węgierski duchowny katolicki, biskup Siedmiogrodu, arcybiskup metropolita Kalocsy, kardynał (ur. 1816)
- 1894 – August Dillmann, niemiecki biblista, orientalista, teolog (ur. 1823)
- 1896 – Marcelo H. del Pilar, filipiński pisarz, propagandzista (ur. 1850)
- 1897 – Amor De Cosmos, kanadyjski polityk (ur. 1825)
- 1900 – Cezydiusz Giacomantonio, włoski franciszkanin, misjonarz, męczennik, święty (ur. 1873)
- 1901:
  - Gregorio Chil y Naranjo, kanaryjski antropolog, historyk (ur. 1831)
  - Johannes Schmidt, niemiecki językoznawca, wykładowca akademicki (ur. 1843)
  - Peter Tait, szkocki fizyk, matematyk (ur. 1831)
- 1902:
  - Hervé Faye, francuski astronom (ur. 1814)
  - Swami Wiwekananda, indyjski guru (ur. 1863)
- 1904 – Julian Prejs, polski nauczyciel, pisarz ludowy, działacz narodowy, dziennikarz, wydawca (ur. 1820)
- 1905 – Élisée Reclus, francuski geograf, anarchista (ur. 1830)
- 1907 – Franciszek Szczepański, warmiński działacz narodowy i społeczny, bibliotekarz (ur. 1842)
- 1910:
  - Melville Weston Fuller, amerykański prawnik (ur. 1833)
  - Giovanni Schiaparelli, włoski astronom (ur. 1835)
- 1922 – Lothar von Richthofen, niemiecki pilot wojskowy, as myśliwski (ur. 1894)
- 1923 – Józef Trzemeski, polski lekarz, generał, polarnik (ur. 1878)
- 1924 – Josef Herzig, austriacki chemik, wykładowca akademicki pochodzenia żydowskiego (ur. 1853)
- 1925 – Piotr Jerzy Frassati, włoski tercjarz dominikański, błogosławiony (ur. 1901)
- 1928 – Kazimierz Młodzianowski, polski malarz, polityk, minister spraw wewnętrznych, wojewoda poleski i pomorski (ur. 1880)
- 1930 – Aleksander Jan Janasz, polski ziemianin, działacz społeczny pochodzenia żydowskiego (ur. 1850)
- 1931 – Arvid Perslow, szwedzki żeglarz sportowy (ur. 1880)
- 1934:
  - Chajim Nachman Bialik, żydowski poeta (ur. 1873)
  - Maria Skłodowska-Curie, polska fizyk, chemik, dwukrotna laureatka Nagrody Nobla (ur. 1867)
- 1937 – Sołomon Mazo, radziecki funkcjonariusz organów bezpieczeństwa pochodzenia żydowskiego (ur. 1900)
- 1938:
  - Suzanne Lenglen, francuska tenisistka (ur. 1899)
  - Piotr Romero Espejo, hiszpański redemptorysta, męczennik, błogosławiony (ur. 1871)
- 1940:
  - James Baxter, brytyjski rugbysta, żeglarz sportowy (ur. 1870)
  - Wincenty Kociuba, polski polityk, poseł na Sejm RP (ur. 1894)
  - Walery Krokay, polski major (ur. 1889)
  - Maria Larisch, austriacka arystokratka (ur. 1858)
  - Józef Pankiewicz, polski malarz, grafik, pedagog (ur. 1866)
  - William Robinson, brytyjski pływak (ur. 1870)
  - Stefan Urbanowicz, polski adwokat, urzędnik państwowy (ur. 1891)
- 1941 – Ofiary niemieckiego mordu na polskich naukowcach we Lwowie:
  - Tadeusz Boy-Żeleński, polski pisarz, publicysta (ur. 1874)
  - Antoni Cieszyński, polski stomatolog (ur. 1882)
  - Włodzimierz Krukowski, polski inżynier elektryk (ur. 1887)
  - Antoni Łomnicki, polski matematyk (ur. 1881)
  - Tadeusz Ostrowski, polski lekarz, chirurg, taternik (ur. 1881)
  - Kazimierz Vetulani, polski inżynier, teoretyk budownictwa (ur. 1889)
  - Kasper Weigel, polski geodeta (ur. 1880)
- 1941:
  - Dominik Dratwa, polski pedagog, polityk, poseł na Sejm RP (ur. 1889)
  - Karl Kotratschek, austriacki i niemiecki lekkoatleta, trójskoczek, żołnierz (ur. 1914)
- 1942:
  - Marcellin Boule, francuski geolog, paleontolog, paleozoolog (ur. 1861)
  - Józef Kowalski, polski salezjanin, męczennik, błogosławiony (ur. 1911)
- 1943 – Ofiary katastrofy w Gibraltarze:
  - Jan Gralewski, polski filozof, kapral, kurier ZWZ-AK (ur. 1912)
  - Tadeusz Klimecki, polski generał brygady (ur. 1895)
  - Adam Kułakowski, polski urzędnik (ur. 1916)
  - Zofia Leśniowska, polska porucznik, działaczka PCK, córka Władysława Sikorskiego (ur. 1912)
  - Andrzej Marecki, polski pułkownik dyplomowany artylerii (ur. 1898)
  - Józef Ponikiewski, polski porucznik marynarki, adiutant Władysława Sikorskiego (ur. 1916)
  - Władysław Sikorski, polski generał broni, polityk, minister spraw wewnętrznych i spraw wojskowych, premier RP, Naczelny Wódz (ur. 1881)
- 1943:
  - Victor Cazalet, brytyjski polityk (ur. 1896)
  - Józef Wencel, polski generał brygady (ur. 1874)
- 1944:
  - Mieczysław Oxner, polski oceanograf, zoolog pochodzenia żydowskiego (ur. 1879)
  - Kazimierz Reicher, polski przedsiębiorca, uczestnik ruchu oporu (ur. 1892)
- 1946 – Othenio Abel, austriacki paleontolog, biolog ewolucjonista (ur. 1875)
- 1948 – Christian Kautz, szwajcarski kierowca wyścigowy (ur. 1913)
- 1949 – François Brandt, holenderski wioślarz (ur. 1874)
- 1950:
  - Otto Diem, szwajcarski psychiatra, neurolog (ur. 1875)
  - Wasilij Jegorow, radziecki polityk (ur. 1899)
- 1952:
  - Jan Kucharzewski, polski historyk, prawnik, polityk, premier Królestwa Polskiego (ur. 1876)
  - Doc Strong, amerykański zapaśnik (ur. 1916)
- 1953 – Stepan Baran, ukraiński adwokat, dziennikarz, polityk, poseł na Sejm RP (ur. 1879)
- 1954 – Zenobi (Krasowski), rosyjski biskup prawosławny (ur. 1909)
- 1955 – Fritz Brügel, austriacki i czechosłowacki bibliotekarz, dyplomata, pisarz (ur. 1897)
- 1957 – Maria od Ukrzyżowania Curcio, włoska zakonnica, błogosławiona (ur. 1877)
- 1958 – Fernando De Fuentes, meksykański reżyser filmowy (ur. 1894)
- 1961 – Erna Orzeł, polska wszechstronna lekkoatletka, trenerka (ur. 1914)
- 1962:
  - Chana Białkowicz, polska aktorka pochodzenia żydowskiego (ur. 1884)
  - Carl Hellström, szwedzki żeglarz sportowy (ur. 1864)
  - Melania Kierczyńska, polska działaczka komunistyczna, polonistka, krytyk literacki, tłumaczka (ur. 1888)
- 1963 – Bernard Freyberg, brytyjsko-nowozelandzki pływak, generał, polityk (ur. 1889)
- 1965 – Stanisław Czajka, polski duchowny katolicki, biskup pomocniczy częstochowski (ur. 1897)
- 1968 – Alicja Kuna-Iżowska, polska nauczycielka, działaczka turystyczna (ur. 1922)
- 1969:
  - Henri Decoin, francuski reżyser filmowy (ur. 1896)
  - Georges Ronsse, belgijski kolarz szosowy i przełajowy (ur. 1906)
- 1970:
  - Morvan Lebesque, bretoński dziennikarz, publicysta, działacz narodowy (ur. 1911)
  - Barnett Newman, amerykański malarz (ur. 1905)
  - Harold Vanderbilt, amerykański przedsiębiorca, brydżysta, żeglarz sportowy (ur. 1884)
- 1971:
  - Karol Anders, polski podpułkownik kawalerii (ur. 1893)
  - Ernesto Cucchiaroni, argentyński piłkarz (ur. 1927)
  - August Derleth, amerykański pisarz, wydawca (ur. 1909)
  - Thomas Charles Hart, amerykański admirał, polityk (ur. 1877)
  - Mieczysław Kwiecień, polski działacz komunistyczny (ur. 1906)
  - Mikołaj Prochorow, polski ginekolog-położnik (ur. 1901)
  - Emil Waschinski, niemiecki historyk, numizmatyk (ur. 1872)
  - Károly Weichelt, rumuński piłkarz, bramkarz (ur. 1906)
- 1972:
  - Dymitr Gościk, polski działacz partyjny (ur. 1924)
  - Eduard Scherrer, szwajcarski bobsleista (ur. 1890)
- 1973:
  - Günther Brandt, niemiecki antropolog, oficer, polityk (ur. 1898)
  - Ewaryst Łój, polski koszykarz (ur. 1912)
  - Leonid Stein, ukraiński szachista pochodzenia żydowskiego (ur. 1934)
- 1974:
  - Al-Hadżdż Muhammad Amin al-Husajni, palestyński nacjonalista, polityczny przywódca ruchu muzułmańskiego (ur. 1895–97)
  - Ladislav Fouček, czechosłowacki kolarz torowy (ur. 1930)
  - Georgette Heyer, brytyjska pisarka (ur. 1902)
  - Gaston Mercier, francuski wioślarz (ur. 1932)
- 1975 – Argemiro, brazylijski piłkarz (ur. 1915)
- 1976:
  - Jonatan Netanjahu, izraelski pułkownik (ur. 1946)
  - Antoni Słonimski, polski poeta, dramatopisarz, felietonista, satyryk, krytyk teatralny pochodzenia żydowskiego (ur. 1895)
- 1977 – Gersz Budker, radziecki fizyk pochodzenia żydowskiego (ur. 1918)
- 1978 – Jan Mietkowski, polski dziennikarz, polityk, minister kultury i sztuki (ur. 1923)
- 1979:
  - John Davies, brytyjski polityk (ur. 1916)
  - Theodora Kroeber, amerykańska antropolog, pisarka (ur. 1897)
- 1981 – Jiří Voskovec, czeski aktor, reżyser, dramatopisarz, poeta, tłumacz (ur. 1905)
- 1982 – Antonio Guzmán Fernández, dominikański przedsiębiorca, posiadacz ziemski, polityk, prezydent Dominikany (ur. 1911)
- 1983:
  - John Bodkin Adams, brytyjski lekarz, seryjny morderca (ur. 1899)
  - Emma Altberg, polska pianistka, pedagog, publicystka pochodzenia żydowskiego (ur. 1889)
- 1987 – Bengt Strömgren, duński astronom, astrofizyk (ur. 1908)
- 1988:
  - Wincenty Burek, polski pisarz (ur. 1905)
  - Donald MacLaren, kanadyjski major pilot, as myśliwski (ur. 1893)
- 1989:
  - Jack Haig, brytyjski aktor (ur. 1913)
  - Win Maung, birmański polityk, prezydent Birmy (ur. 1916)
- 1990 – Edwin Skinner, brytyjski działacz religijny, misjonarz Świadków Jehowy (ur. 1884)
- 1991 – Jerzy Bafia, polski prawnik, polityk, prezes Sądu Najwyższego, minister sprawiedliwości (ur. 1926)
- 1992:
  - Ludmiła Celikowska, rosyjska aktorka (ur. 1919)
  - Slavko Luštica, chorwacki piłkarz, trener (ur. 1923)
  - Astor Piazzolla, argentyński kompozytor (ur. 1921)
- 1993:
  - Hellmut Lantschner, austriacki biegacz i skoczek narciarski, alpejczyk (ur. 1909)
  - Anne Shirley, amerykańska aktorka (ur. 1918)
- 1994 – Zdzisław Żandarowski, polski polityk, członek Rady Państwa (ur. 1929)
- 1995 – Eva Gabor, amerykańska aktorka pochodzenia węgierskiego (ur. 1919)
- 1998:
  - Kurt Franz, niemiecki funkcjonariusz nazistowski, zbrodniarz wojenny, komendant obozu zagłady Treblinka (ur. 1914)
  - Janusz Przymanowski, polski pułkownik, prozaik, poeta, scenarzysta filmowy, dziennikarz, tłumacz, polityk, poseł na Sejm PRL (ur. 1922)
  - Rudy Zavala, amerykański aktor (ur. 1968)
- 1999:
  - Alfred Franciszek Hornig, polski geograf, ekonomista (ur. 1911)
  - Sylwester Zawadzki, polski prawnik, polityk, minister sprawiedliwości (ur. 1921)
- 2000 – Gustaw Herling-Grudziński, polski prozaik, eseista, krytyk literacki, dziennikarz, żołnierz (ur. 1919)
- 2001:
  - Henryk Debich, polski dyrygent, kompozytor (ur. 1921)
  - Danuta Wodyńska, polska aktorka (ur. 1922)
- 2002:
  - Benjamin Oliver Davis Jr., amerykański generał lotnictwa (ur. 1912)
  - Antonio Domenicali, włoski kolarz szosowy i torowy (ur. 1936)
  - Kazimierz Górecki, polski pułkownik (ur. 1919)
  - Sten Samuelson, szwedzki architekt (ur. 1926)
  - Laurent Schwartz, francuski matematyk (ur. 1915)
- 2003:
  - André Claveau, francuski piosenkarz, scenograf (ur. 1915)
  - Jerzy Gościk, polski operator filmowy (ur. 1934)
  - Barry White, amerykański piosenkarz, autor tekstów, producent muzyczny (ur. 1944)
- 2004:
  - Pati Behrs, rosyjska aktorka (ur. 1922)
  - Anna Zalewska, polska polityk (ur. 1939)
- 2005:
  - Chris Bunch, amerykański pisarz science fiction (ur. 1943)
  - Per Gedda, szwedzki żeglarz sportowy (ur. 1914)
- 2006:
  - Jean d’Orgeix, francuski jeździec sportowy, aktor (ur. 1921)
  - Lars Korvald, norweski polityk, premier Norwegii (ur. 1916)
  - Dorothy Hayden Truscott, amerykańska brydżystka (ur. 1925)
- 2008:
  - Siegfried Baske, niemiecki pedagog komparatysta, historyk oświaty (ur. 1926)
  - Thomas M. Disch, amerykański pisarz science fiction (ur. 1940)
  - Zbigniew Gertych, polski ekonomista, polityk, wicepremier (ur. 1922)
  - Jesse Helms, amerykański polityk (ur. 1921)
  - Evelyn Keyes, amerykańska aktorka (ur. 1916)
- 2009:
  - Jim Chapin, amerykański muzyk, instrumentalista, wirtuoz, perkusista (ur. 1919)
  - Béla Király, węgierski generał, historyk (ur. 1912)
  - Allen Klein, amerykański przedsiębiorca, menedżer muzyczny pochodzenia żydowskiego (ur. 1931)
  - Dmitrij Sokołow, radziecki biathlonista (ur. 1924)
  - Marta Tomaszewska, polska pisarka (ur. 1933)
- 2010 – Muhammad Husajn Fadl Allah, libański teolog muzułmański, wielki ajatollah Libanu (ur. 1935)
- 2011 – Otto von Habsburg, niemiecki arystokrata, polityk, eurodeputowany, głowa rodu Habsburgów (ur. 1912)
- 2012:
  - Peter Bennett, australijski futbolista, piłkarz wodny (ur. 1926)
  - Jimmy Bivins, amerykański bokser (ur. 1919)
  - Vinzenz Guggenberger, niemiecki duchowny katolicki, biskup Ratyzbony (ur. 1929)
- 2013:
  - Jack Crompton, angielski piłkarz, bramkarz, trener (ur. 1921)
  - Stanisław Gadomski, polski fotoreporter (ur. 1929)
  - Bernie Nolan, irlandzka wokalistka, członkini zespołu The Nolans, aktorka (ur. 1960)
  - Hanna Olechnowicz, polska psycholog (ur. 1918)
- 2015:
  - Nedełczo Beronow, bułgarski prawnik, polityk (ur. 1928)
  - Jacek Mojkowski, polski dziennikarz (ur. 1954)
  - Zofia Rozanow, polska historyk sztuki, pisarka (ur. 1930)
  - Maria Wojtkowska, polska spadochroniarka, pilotka i instruktorka samolotowa (ur. 1936)
- 2016 – Abbas Kiarostami, irański reżyser i scenarzysta filmowy (ur. 1940)
- 2017:
  - Gene Conley, amerykański koszykarz (ur. 1930)
  - Daniił Granin, rosyjski pisarz (ur. 1919)
  - Marian Zawisła, polski artysta plastyk (ur. 1943)
- 2018:
  - Boukary Adji, nigerski polityk, premier Nigru (ur. 1939)
  - Henri Dirickx, belgijski piłkarz (ur. 1927)
  - Kazimierz Domański, polski kolarz szosowy (ur. 1937)
- 2019:
  - Karol Cebula, polski rzemieślnik, przedsiębiorca, samorządowiec, felietonista, członek Trybunału Stanu (ur. 1931)
  - Eduardo Fajardo, hiszpański aktor (ur. 1924)
  - Arturo Fernández, hiszpański aktor (ur. 1929)
  - Eva Mozes Kor, amerykańska pisarka, więźniarka obozu Auschwitz pochodzenia żydowskiego (ur. 1934)
- 2020:
  - Sebastián Athié, meksykański aktor (ur. 1995)
  - Robert Rogalski, polski aktor (ur. 1920)
- 2021:
  - Roza Eldarowa, dagestańska polityk (ur. 1923)
  - Janusz Kroszel, polski ekonomista, wykładowca akademicki (ur. 1930)
  - Rick Laird, irlandzki basista, członek zespołu The Mahavishnu Orchestra (ur. 1941)
  - Richard Lewontin, amerykański genetyk, biolog (ur. 1929)
- 2022:
  - Cláudio Hummes, brazylijski duchowny katolicki, arcybiskup São Paulo, kardynał (ur. 1934)
  - Janusz Kupcewicz, polski piłkarz, samorządowiec (ur. 1955)
  - Reanna Solomon, nauruańska sztangistka (ur. 1981)
- 2023:
  - Alaksiej Auramienka, białoruski inżynier, polityk (ur. 1977)
  - Georges Bereta, francuski piłkarz (ur. 1946)
  - Eugeniusz Jagoszewski, polski inżynier konstrukcji optycznych, wykładowca akademicki (ur. 1929)
  - Jenő Jandó, węgierski pianista, pedagog (ur. 1952)
  - Roman Kanciruk, polski dziennikarz, autor i realizator telewizyjny (ur. 1945)
  - Bogusław Ludwikowski, polski dyplomata (ur. 1932)
  - Piotr Warszewski, polski basista, członek zespołów: Atrakcyjny Kazimierz, Bikini i Rejestracja (ur. 1965)
- 2024:
  - Cas Janssens, holenderski piłkarz (ur. 1944)
  - Janina Jezierska, polska architektka, nauczycielka akademicka (ur. 1945)
  - Jerzy Swatoń, polski inżynier, polityk, minister środowiska (ur. 1947)
- 2025:
  - Damir Jadgarow, uzbecki polityk, wicepremier Karakałpackiej ASRR (ur. 1937)
  - Gordon Jago, angielski piłkarz, trener (ur. 1932)
  - Lidija Semenowa, ukraińska szachistka (ur. 1951)
  - Mark Snow, amerykański kompozytor muzyki filmowej (ur. 1946)
  - Beata Szymańska, polska historyk filozofii, poetka, pisarka (ur. 1938)